# Segno di Hoffman
In medicina il segno di Hoffmann (o più correttamente segno di Hoffmann-Tinel), chiamato così dopo la morte del fisiologo tedesco Paul Hoffmann (1884-1962, fisiologo a Freiburg), è un segno distale di rigenerazione nervosa.
Il riflesso di Hoffmann (anche detto riflesso del flessore delle dita) è un esame neurologico che consiste in un test di riflesso che può aiutare a verificare la presenza o l'assenza di problemi derivanti dal tratto cortico-spinale. Solitamente considerato un riflesso patologico in ambito clinico, il riflesso di Hoffmann è stato utilizzato anche come misura del trattamento del riflesso spinale (adattamento) in risposta al trattamento fisioterapico.

## Definizione
Un segno di Hoffmann (oppure il segno di Tinel) è una sensazione di formicolio innescata da uno stimolo meccanico nella parte distale di un nervo danneggiato. Questa sensazione si irradia perifericamente, dal punto dove si è innescata fino alla distribuzione cutanea del nervo. La risposta al formicolio può essere paragonata con quella ottenuta da una corrente elettrica debole, come nella stimolazione nevosa elettrica transcutanea (TENS). Questa spiacevole sensazione non è un intenso dolore e non persiste.

## Procedura
Lo stesso test di riflesso di Hoffmann prevede di tenere con le dita le falangi intermedie del dito medio e di muovere l'unghia verso il basso, permettendo al dito medio di scorrere verso l'alto in modo riflessivo. Una risposta positiva si vede quando c'è flessione e adduzione del pollice sulla stessa mano.

### Interpretazioni
Un riflesso di Hoffmann positivo e i sussulti alle dita suggeriscono ipertonia, ma possono verificarsi in individui sani e non sono segni utili in isolamento. Nelle malattie cerebellari, i riflessi possono essere pendolari e la contrazione muscolare e il rilassamento tendono ad essere lenti, ma questi non sono sensibili o specifici ai segni cerebellari

## Confronti con il segno di Babinski
Il segno di Hoffmann è spesso considerato l'equivalente dell'arto superiore del test del segno di Babinski. Il riflesso di Hoffmann è spesso erroneamente confuso con quello di Babinski. Tuttavia i due riflessi sono piuttosto diversi e non devono essere equiparati tra loro.
Un segno positivo di Babinski è considerato un segno patologico della malattia del motoneurone superiore ad eccezione dei bambini, nei quali è normale, mentre un segno positivo di Hoffmann può essere presente in un paziente del tutto normale. Un segno positivo di Hoffmann nei pazienti normali si trova più spesso in coloro che sono naturalmente iper-riflessivi (ad esempio 3+ riflessi). Un segno positivo di Hoffmann è una constatazione preoccupante di un processo patologico se la sua presenza è asimmetrica o ha un esordio acuto.
Un'altra differenza significativa tra il riflesso di Hoffmann e il segno di Babinski è il loro meccanismo di riflesso. Il riflesso di Hoffmann è un riflesso tendineo profondo (una fibra del fuso) con una riflessione monosinaptica nella lamina Rexed IX del midollo spinale, normalmente completamente inibita dall'ingresso discendente. D'altra parte, il riflesso della pianta è più complicato e non un riflesso tendineo profondo, e il suo percorso è sia più complicato che non completamente compreso . Diversi tipi di lesioni possono essere interromperle. Questo fatto ha portato alcuni neurologi a rifiutare fortemente qualsiasi analogia tra il riflesso del flessore del dito e la risposta plantare. Quando viene indicato sia il danno del neurone inferiore che quello superiore, induce un medico a indicare una malattia del motoneurone, come la sclerosi laterale amiotrofica.

## Storia
Nel marzo del 1915, Paul Hoffmann, impegnato nella prima guerra mondiale sul fronte tedesco, descrisse il segno della rigenerazione distale poi battezzato segno di Hoffmann. A ottobre dello stesso anno, Jules Tinel, neurologo francese e studioso dei danni ai nervi periferici dovuti a ferite di guerra, descrisse lo stesso fenomeno (in francese "le signe de fourmillement" - successivamente noto come segno di Tinel), pubblicando i suoi studi su una rivista franceseapprofondendo le sue osservazioni in un lavoro scientifico dell'anno successivo. A causa della Prima Guerra Mondiale in corso i due studiosi non erano al corrente dei rispettivi studi scientifici e le due scoperte possono così essere considerate indipendenti. Più correttamente si dovrebbe perciò parlare di segno di Hoffmann-Tinel. Nei primissimi anni del '900 i medici erano già a conoscenza dei disturbi della sensibilità e delle parestesie associate al danno dei nervi perifierici: i primi ad aver descritto, nel 1907, questo fenomeno di recupero sensoriale furono i chirurghi inglesi: Wilfred Trotter & H. Morriston Davies. Tuttavia Hoffmann e Tinel ebbero il merito di valorizzare il segno sottolineandone l'importanza clinica e diagnostica.